# Pilumnidae
De Pilumnidae is een familie uit de infraorde krabben (Brachyura). Voor de Belgische en Nederlandse kust, behoort enkel het ruig krabbetje tot deze familie.

## Systematiek
De Pilumnidae wordt onderverdeeld in vijf onderfamilies: 
- Calmaniinae Števčić, 1991
- Eumedoninae Dana, 1853
- Pilumninae Samouelle, 1819
- Rhizopinae Stimpson, 1858
- Xenopthalmodinae Števčić, 2005